# 靜銀東京三菱證券股份
靜銀東京三菱證券股份有限公司（日语：静銀ティーエム証券株式会社）是一家日本证券公司。

## 历史
成立於2000年12月22日，總部位於静岡市葵区追手町1番13号。
主要經營所有證券產品，主要股東為靜岡銀行股份有限公司（東證1部：8355），以及東京三菱銀行股份有限公司（三菱東京日聯銀行股份有限公司前身，東證1部：8306）。現時董事長及總裁為杉山憲利。

## 外部連結
- 靜銀東京三菱證券股份有限公司 （页面存档备份，存于）